# 新津秀祐
新津 秀祐（にいつ　ひですけ、? - ?）は戦国時代から江戸時代にかけての上杉家家臣の武将。丹波守。妻は新津勝資の子女。名は秀資とも。
現福島県郡山市の地域を治めた武将、赤津弾正（伊東弾正）の次男。赤津氏は、陸奥に所領をもつ伊東氏が土着した一族（安積伊東氏）の一流で、蘆名氏の家臣であった。秀祐は新津家に婿養子に入り、文禄2年（1593年）に義父勝資から家督を相続し、新津家15代当主となる。新津氏は信濃源氏の一族である平賀氏の末裔であり、南北朝時代に越後上杉氏に仕えた家柄。金津氏の同族。義父の勝資は山吉氏からの養子である。
1600年には主家の会津移封に従い隠居していた義父共々越後を離れ、産まれ故郷近くの二本松城に入るのだが、これは安田能元の同心（2100石）としての入城であり、禄高自体は高禄の部類で有るものの役職的な待遇面においては越後時代より低いものとなっていた。
その後の米沢移封にも従うが、主家の石高が1/3になった事に伴い新津家も1/3の700石に減石されている。
1614年の大坂冬の陣には須田長義配下として嫡子の新津続家が出陣している。